# Velká cena Intervize 1967
Velká cena Intervize 1967, známá také jako Zlatý klíč 1967, byl třetí ročník mezinárodní hudební soutěže Intervize. Soutěž se konala 17. června 1967 v Bratislavě, kde ji pořádala Československá televize (ČST) ve spolupráci s Mezinárodní organizací pro rozhlas a televizi. Tento ročník Velké ceny Intervize byl pořádán jako součást festivalu Bratislavská lyra.

## Zúčastněné země
Intervize 1967 se zúčastnilo devět zemí: Bulharsko, Československo, Finsko, Jugoslávie, Maďarsko, NDR, Polsko, Rumunsko a SSSR. Podle nových pravidel mohla tento rok každá země do soutěže přihlásit pouze jednu píseň. V soutěži vystoupili mimo hodnocení také dva zástupci západních zemí: Sandie Shaw, vítězka Eurovize 1967, a Bill Ramsey. Výsledky soutěže byly určeny na základě hlasování mezinárodní poroty, do které každá zúčastněná země nominovala jednoho porotce. Hlasování bylo tajné a veřejně byla oznámena pouze první tři místa a jedno čestné uznání poroty.
| Země             | Interpret                                   | Píseň                                         | Místo         |
| ---------------- | ------------------------------------------- | --------------------------------------------- | ------------- |
| Bulharsko        | Margarita Dimitrovová (Маргарита Димитрова) | Пълнолуние (Úplněk)                           | ?             |
| Československo   | Eva Pilarová                                | Rekviem                                       | 1             |
| Finsko           | Laila Kinnunen                              | Unohdusta ei ole (Žádné zapomínání se nekoná) | 3             |
| Jugoslávie       | Vice Vukov                                  | Bokeljska noć (Bokelská noc)                  | 2             |
| Maďarsko         | János Vámosi                                | Szinyorina Budapest (Slečna Budapešť)         | ?             |
| Polsko           | Wojciech Młynarski                          | Niepokój przed podróza (Neklid před cestou)   | ?             |
| Rumunsko         | Doina Badea                                 | Ploaia și noi (Déšť a my)                     | čestné uznání |
| Sovětský svaz    | Vadim Mulerman (Вадим Мулерман)             | Атомный век (Doba atomová)                    | ?             |
| Východní Německo | Sonja Kehler                                | An meine Stadt (Do mého města)                | ?             |